# Shengjingornis yangi
Shengjingornis yangi  —викопний вид енанціорнісових птахів родини Longipterygidae, що мешкав на початку крейди, 120 млн років тому. Скам'янілі рештки виду знайдені у відкладеннях формації Цзюфотан у провінції Ляонін, Китай

## Назва
Родова назва Shengjingornis дана на честь  міста Шеньян, столиці провінції Ляонін.

## Опис
Shengjingornis був значно більшим порівняно з іншими лонгіптеригідами, розміром з голуба. Середньодовгий і дуже тонкий дзьоб трохи загнутий донизу. Плечовий пояс і крила міцно побудовані, що вказує на хорошу літальну здатність у маховому польоті. Ноги відносно довгі.
Ймовірно, птах вів спосіб життя болотного птаха: своїми довгими ногами він ходив по болотистих рівнинах і своїм довгим вигнутим дзьобом витягував черв'яків, яких міцно утримували його передні зуби.

## Філогенія
Еволюційні зв'язки з іншими лонгіпреригідами:

|  | Longipteryx |
|  |             |
|  | Shanweiniao |
|  |             |

|  | Longirostravis |
|  |                |
|  | Shengjingornis |
|  |                |

|  | Longipteryx |
|  |             |
|  | Shanweiniao |
|  |             |

|  | Longirostravis |
|  |                |
|  | Shengjingornis |
|  |                |